# Parque Nacional Umm Tais

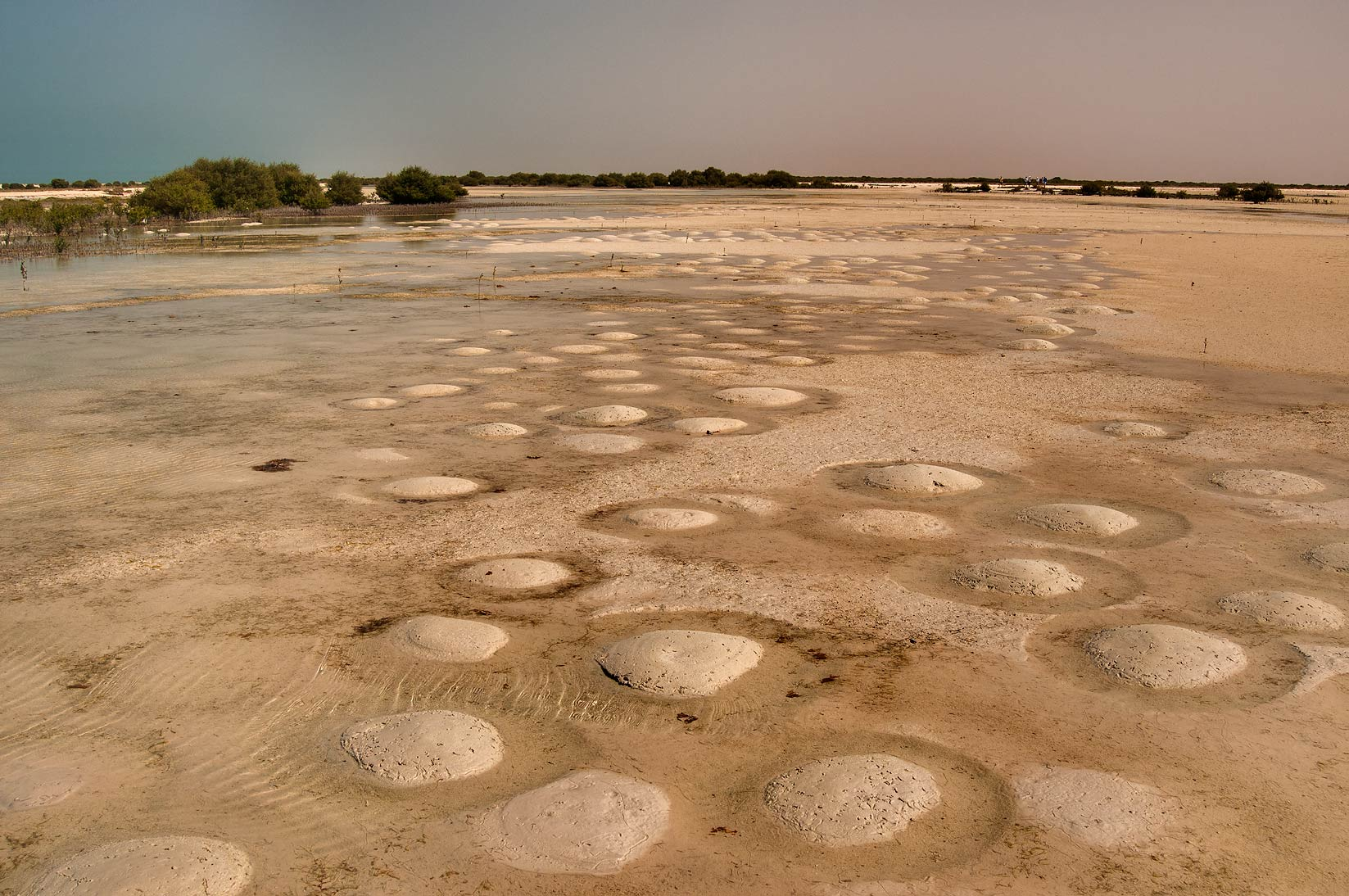
Montes de areia num pântano salgado em Umm Tais

O Parque Nacional Umm Tais fica numa ilha desabitada no extremo norte do Catar. Inclui pequenas ilhotas com manguezais. Várias espécies de aves migratórias também habitam a ilha. Foi criado em 2006 durante a 15.ª edição dos Jogos Asiáticos. As ruínas de uma antiga vila conhecida como Al Mafjar encontram-se próximas ao local e há planos de desenvolvê-la como atracção turística. Também fica a 6,5 km da cidade de Ar Ru'ays.